# Premios León checo
Los Premios León Checo son galardones de cine y televisión otorgados anualmente por la Academia Checa de Cine y Televisión para diversas categorías a la mejor producción.Iniciados en el año 1993, son la máxima distinción que se otorga en la República Checa para estas actividades y los determina  un jurado compuesto por los miembros de dicha Academia. Tradicionalmente los premios se referían tanto a la producción fílmica como televisiva pero como a partir de 2004 la Academia estableció sólo para la televisión los Premios Elsa provocó duda acerca de cuál es el premio más importante para la televisión en República Checa.
Pueden participar los filmes que hayan sido estrenados durante el año anterior a la ceremonia de entrega de premios y, salvo para la categoría mejor película extranjera, deben haber sido producidas o coproducidas por un estudio cinematográfico checo.

## Categorías
- Mejor película
- Mejor director
- Mejor guion
- Mejor fotografía
- Mejor música
- Mejor montaje
- Mejor sonido
- Mejor actor
- Mejor actriz
- Mejor actor de reparto
- Mejor actriz de reparto
- Mejor contribución artística al cine checo
- Película más popular
- Mejor película documental
- Mejor póster de película

También:
- El premio Magnesie para la mejor película extranjera
- El premio Sazka para el mejor guion no filmado.
- El premio de la crítica.
- El premio de los lectores del diario Premiere.

## Premio León Checo a la mejor película
| Año  | Película                         | Director          | Nombre en inglés             | Nombre en español                |  |
| ---- | -------------------------------- | ----------------- | ---------------------------- | -------------------------------- |  |
| 2025 | Vlny                             | Jiří Mádl         | Waves                        | Voces de libertad                |  |
| 2011 | Poupata                          | Zdeněk Jiráský    | Flower Buds                  | Poupata                          |  |
| 2010 | Pouta                            | Radim Špaček      | Walking Too Fast             | Pouta                            |  |
| 2009 | Protektor                        | Marek Najbrt      | Protector                    | Protector                        |  |
| 2008 | Karamazovi                       | Petr Zelenka      | The Karamazov Brothers       | Los Karamazov                    |  |
| 2007 | Tajnosti                         | Alice Nellis      | Little Girl Blue             | Secretos                         |  |
| 2006 | Obsluhoval jsem anglického krále | Jirí Menzel       | I Served the King of England | Yo serví al rey de Inglaterra    |  |
| 2005 | Štěstí                           | Bohdan            | Something Like Happiness     | Algo parecido a la felicidad     |  |
| 2004 | Horem pádem                      | Jan Hrebejk       | Up and Down                  |                                  |  |
| 2003 | Nuda v Brně                      | Vladimír Morávek  | Boredom in Brno              |                                  |  |
| 2002 | Rok ďábla                        | Vladimír Morávek  | The Year of the Devil        |                                  |  |
| 2001 | Otesánek                         | Jan Švankmajer    | Greedy Guts                  |                                  |  |
| 2000 | Musíme si pomáhat                | Jan Hrebejk       | Divided We Fall              | Lo mejor de nosotros             |  |
| 1999 | Návrat idiota                    | Sasa Gedeon       | The Idiot Returns            | El idiota                        |  |
| 1998 | Je třeba zabít Sekala            | Vladimír Michálek | Sekal Has to Die             |                                  |  |
| 1997 | Knoflíkáři                       | Petr Zelenka      | Buttoners                    |                                  |  |
| 1996 | Kolya                            | Jan Sverák        | Kolya                        | Kolya, el nombre de la esperanza |  |
| 1995 | Zahrada                          | Martin Sulik      | The Garden                   |                                  |  |
| 1994 | Díky za každé nové ráno          | Milan Steindler   | Thanks for Every New Morning |                                  |  |
| 1993 | Šakalí léta                      | Jan Hrebejk       | Big Beat                     |                                  |  |

## Premio León de peluche a la peor película
| Año  | Película                            | Director | Nombre en inglés   |
| ---- | ----------------------------------- | --- | ------------------ |
| 2007 | Poslední plavky                     | Michal Krajnak | The Catfish Summer |
| 2006 | Po hlavě... do prdele               | Marcel Bystron | Born Into Sh*t     |
| 2005 | Kameňák 3                           | Zdenek Troska | Kamenazák 3        |
| 2004 | Kameňák 2                           | Zdenek Troska | Kamenazák 2        |
| 2003 | Kameňák                             | Zdenek Troska | Kamenazák          |
| 2002 | Waterloo po česku                   | Vít Olmer |                    |
| 2001 | Jak ukrást Dagmaru                  | Jaroslav Soukup |                    |
| 2000 | Začátek světa                       | Vladimír Drha(segmento Panny posetile) Pavel Melounek (segmento Vrazda septanym slovem) Dan Svátek (segmento Zatmeni nadeji) |                    |
| 1999 | Nebát se a nakrást                  | Frantisek Filip |                    |
| 1998 | Rychlé pohyby očí                   | Radim Spacek |                    |
| 1997 | Cena neudělena                      | |                    |
| 1996 | UŽ                                  | Zdenek Tyc |                    |
| 1995 | Divoké pivo                         | Zdenek Muchna |                    |
| 1994 | Ještě větší blbec, než jsme doufali | Vít Olmer |                    |
| 1993 | Kanárská spojka                     | Ivo Trajkov |                    |

## Otros premios de cine
- Premios Óscar de la Academia de las Artes y las Ciencias Cinematográficas de Hollywood
- Premios Globo de Oro de la Asociación de la Prensa Extranjera de Hollywood
- Premios BAFTA de la Academia Británica de las Artes Cinematográficas y de la Televisión
- Premios César de la Academia de las artes y técnicas del cine de Francia
- Premios David de Donatello de la Academia del Cine Italiano
- Premios del Cine Europeo de la Academia de Cine Europeo
- Premios Ariel de la Academia Mexicana de Artes y Ciencias Cinematográficas
- Premios Cóndor de Plata de la Asociación de Cronistas Cinematográficos de la Argentina
- Premios Goya de la Academia de las Artes y las Ciencias Cinematográficas de España
- Premios Sur de la Academia de las Artes y Ciencias Cinematográficas de la Argentina